# Tricimba acuta
Tricimba acuta är en tvåvingeart som beskrevs av Ismay 1993. Tricimba acuta ingår i släktet Tricimba och familjen fritflugor. Inga underarter finns listade i Catalogue of Life.